# Меллин (коммуна)
Меллин (нем. Mellin) — община в Германии, в земле Саксония-Анхальт.
Входит в состав района Зальцведель. Подчиняется управлению Бетцендорф-Дисдорф. Население составляет 162 человека (на 31 декабря 2023 года).
Официальный код — 15 3 70 075.

## География
Занимает площадь 8,89 км².